# Venturo

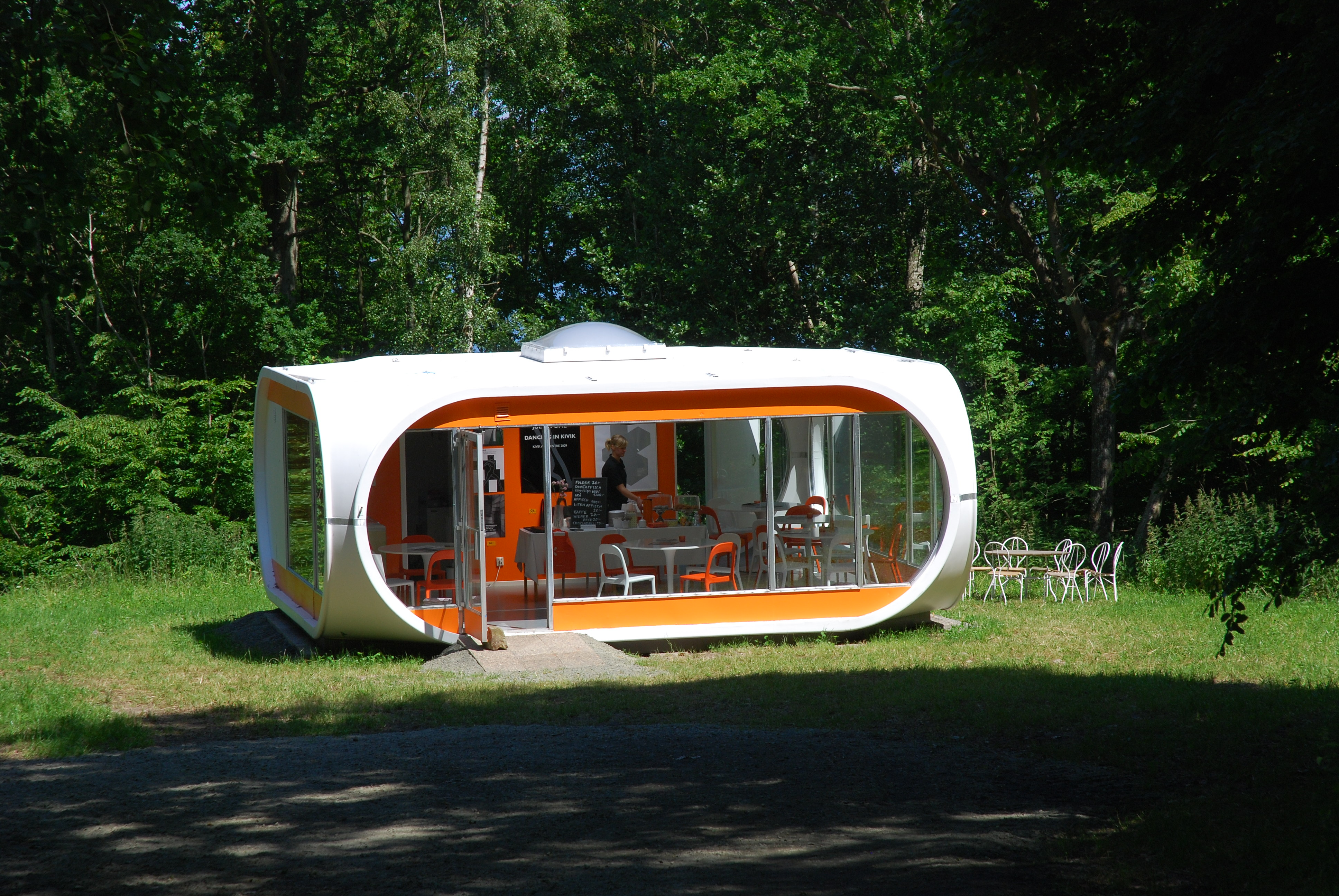
Venturo på Kivik Art Centre i Kivik.

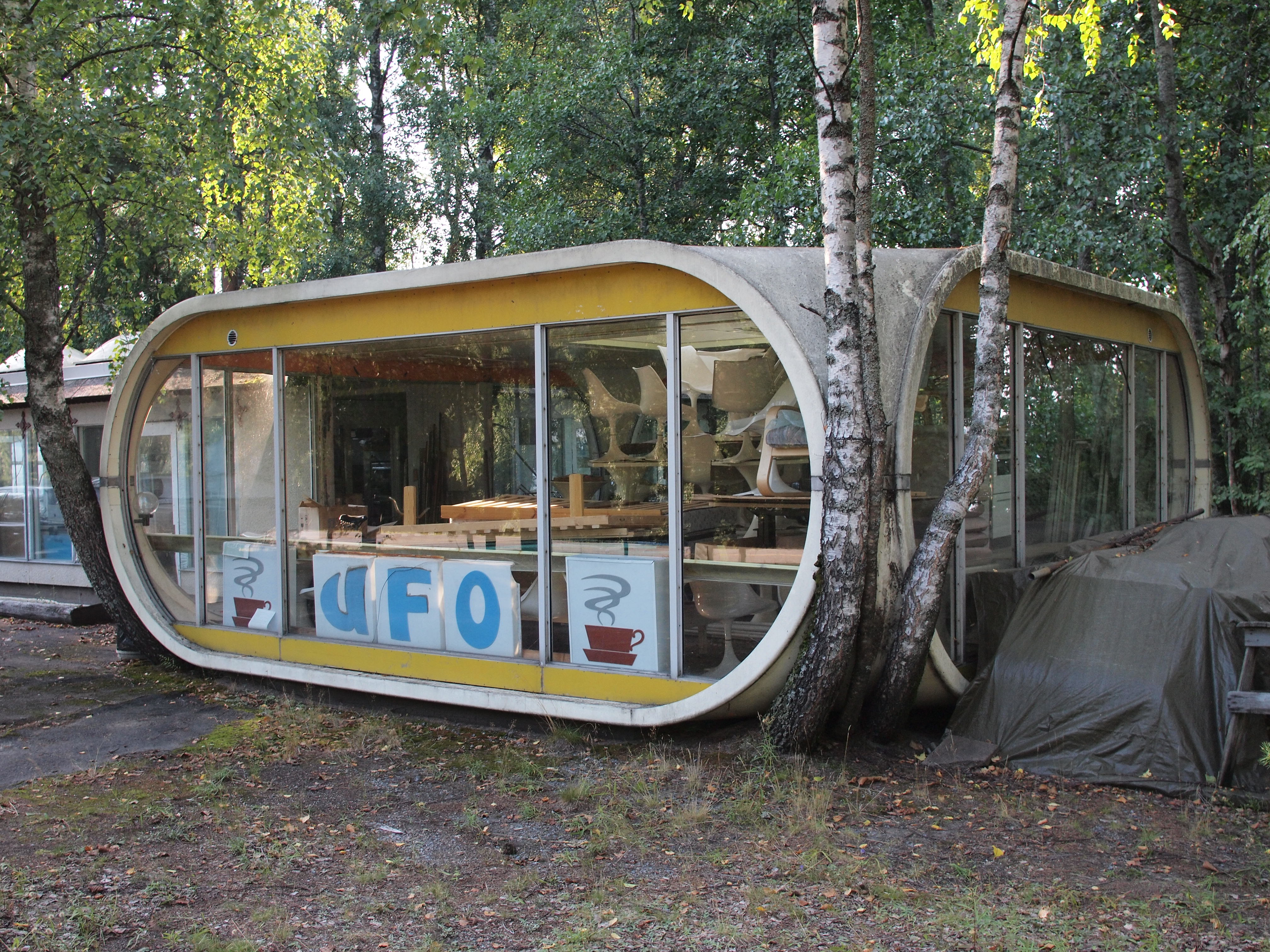
Venturo nära Luumäki, Finland.

Venturo är ett finländskt typhus i glasfiberarmerad plast, som ritades av Matti Suuronen.
Venturo, eller CF-45 (Casa Finlandia-45), började tillverkas 1971 i Strömfors av det finländska företaget Oy Polykem Ab. Det ingick i Matti Suuronens och Polykems plasthusserie Casa Finlandia och marknadsfördes i olika versioner som fritidshus, kiosk och servicestation. Golvytan är 45 kvadratmeter.
Venturo tillverkades för att vara lätt att flytta, med basenheten i två demonterbara prefabricerade delar på sammanlagt omkring fyra ton. Basenheten kan kombineras med särskilda mittenheter för att enkelt skapa en större variant. Bostadsvarianten levererades med kokvrå och inbyggd bastu med koleldat aggregat. Venturo karaktäriserades av plastytorna, de stora fönstren, och en färgstark dekor i fyra valbara kulörer.
Totalt tillverkades 19 Venturo-hus, varav tre såldes till Svenska BP för att användas vid bensinstationer.
Idag finns endast ett känt exemplar av Venturo kvar i Sverige. Det är BP:s tidigare bensinstationshus i Kallinge, som 2009 placerades på Kivik Art Centre och som där efter renovering används som reception och cafeteria.